# Либерийска мангуста
Либерийската мангуста (Liberiictis kuhni) е вид бозайник от семейство Мангустови (Herpestidae), единствен представител на род Liberiictis. Видът е световно застрашен, със статут Уязвим.

## Разпространение
Разпространен е в Кот д'Ивоар и Либерия.